# Episodi di Shark - Giustizia a tutti i costi (seconda stagione)
La seconda e ultima stagione della serie televisiva Shark - Giustizia a tutti i costi è stata trasmessa negli Stati Uniti dalla CBS dal 23 settembre 2007 al 20 maggio 2008.
In Italia è andata in onda su Rete 4 dal 6 giugno al 26 settembre 2009 e su Fox Crime dal 15 luglio al 28 ottobre dello stesso anno.
La stagione è composta da soli 16 episodi a causa dello sciopero degli sceneggiatori del 2007/2008; al termine di essa, la serie è stata cancellata. 
| nº | Titolo originale              | Titolo italiano           | Prima TV USA      | Prima TV Italia   |
| -- | ----------------------------- | ------------------------- | ----------------- | ----------------- |
| 1  | Gangster Movies               | Gangster movies           | 23 settembre 2007 | 6 giugno 2009     |
| 2  | For Whom the Skel Rolls       | Scheletri nell'armadio    | 30 settembre 2007 | 13 giugno 2009    |
| 3  | Eye of the Beholder           | L'occhio di chi osserva   | 7 ottobre 2007    | 20 giugno 2009    |
| 4  | Dr. Laura                     | La dottoressa Laura       | 14 ottobre 2007   | 27 giugno 2009    |
| 5  | Student Body                  | La vendetta               | 21 ottobre 2007   | 4 luglio 2009     |
| 6  | No Holds Barred               | Senza esclusione di colpi | 28 ottobre 2007   | 11 luglio 2009    |
| 7  | In Absentia                   | Fuga in Messico           | 4 novembre 2007   | 18 luglio 2009    |
| 8  | In the Crosshairs             | Tiratore scelto           | 11 novembre 2007  | 1º agosto 2009    |
| 9  | Burning Sensation             | Sensazioni scottanti      | 18 novembre 2007  | 8 agosto 2009     |
| 10 | Every Breath You Take         | Ogni tuo respiro          | 25 novembre 2007  | 15 agosto 2009    |
| 11 | Shaun of the Dead             | La morte di Shaun         | 9 dicembre 2007   | 22 agosto 2009    |
| 12 | Partners in Crime             | Il passato ritorna        | 27 gennaio 2008   | 29 agosto 2009    |
| 13 | Bar Fight                     | Squalo contro squalo      | 29 aprile 2008    | 5 settembre 2009  |
| 14 | Leaving Las Vegas             | Via da Las Vegas          | 6 maggio 2008     | 12 settembre 2009 |
| 15 | One Hit Wonder                | Morte di una stella       | 13 maggio 2008    | 19 settembre 2009 |
| 16 | Wayne's World 3: Killer Shark | Vittima innocente         | 20 maggio 2008    | 26 settembre 2009 |

## Gangster movies
- Titolo originale: Gangster Movies
- Diretto da: Adam Davidson
- Scritto da: Ian Biederman

### Trama
Sebastian Stark indaga sull'uccisione dei coniugi Nieman, ma il suo testimone d'accusa durante il processo non riconosce l'assassino. All'uscita dal tribunale il testimone viene ucciso da una bomba sull'autobus. Proseguendo le indagini l'équipe di "Shark" scopre che dietro a tutto questo c'è la mafia russa e precisamente un noto gallerista: André Zutofsky. Come sempre il lavoro paziente e accurato della procura porterà alla soluzione del caso. Intanto la storia dei protagonisti va avanti. Stark chiede a Jess, ex procuratore distrettuale sconfitta alle elezioni da Leo Cutler, di far parte della sua squadra e alla fine lei accetta. Quando Sebastian rientra a casa la sera, ha la sorpresa di trovare sua figlia Julie, rientrata da New York per rimanere con lui definitivamente. Sebastian non sa però che non è lui la persona per la quale Julie è tornata.

## Scheletri nell'armadio
- Titolo originale: For Whom the Skel Rolls
- Diretto da: Paul Holahan
- Scritto da: Gardner Stern

### Trama
Durante una tentata rapina in un negozio, uno dei due rapinatori viene ucciso dal commerciante. L'altro rapinatore chiede le attenuanti in cambio di informazioni riguardanti l'omicidio di Olivia, la ragazza di Isaac, l'investigatore, ex poliziotto, di Stark. Racconta che una persona ricca e importante, di cui non conosce l'identità, aveva pagato suo fratello, il rapinatore ucciso, per commettere l'omicidio, per il quale tra l'altro esiste un reo confesso già in prigione. Sebastian indaga con la sua équipe lasciando all'oscuro di tutto Isaac, per non compromettere le indagini. Emergerà che la causa dell'uccisione di Olivia è legata al lavoro che svolgeva in una clinica di riabilitazione per tossicodipendenti. Nel frattempo Sebastian chiede a Isaac di indagare su Trevor, il ragazzo di Julie. Inizialmente sembra che Isaac voglia restare fuori dalle problematiche fra Sebastian e Julie ma poi lo informa che Trevor in passato ha avuto problemi di droga.
- Guest star: Kurt Fuller (Ben Bentley)

## L'occhio di chi osserva
- Titolo originale: Eye of the Beholder
- Diretto da: Marcos Siega
- Scritto da: Ted Humphrey

### Trama
Il cadavere di una giovane donna viene rinvenuto sulla spiaggia, restituito dal mare. Dall'autopsia risulta che ha subito varie operazioni di chirurgia plastica e dal numero di serie delle protesi del seno risalgono al chirurgo plastico. Dalle indagini risultano due sospettati: il chirurgo e il fotografo che consigliava alle modelle di recarsi da quel chirurgo per effettuare i cambiamenti, secondo lui indispensabili, per sfondare nel mondo del cinema. Nello svolgere delle indagini verranno a galla truffe all'assicurazione, adescamento delle modelle da parte del chirurgo che, in cambio di favori sessuali, le operava. Shark promette al padre della ragazza uccisa di assicurare il colpevole alla giustizia e con la sua perseveranza e bravura mantiene la promessa. Intanto Julie fa conoscere al padre il suo ragazzo, Trevor, di cui Sebastian conosce qualche trascorso.

## La dottoressa Laura
- Titolo originale: Dr. Laura
- Diretto da: Kate Woods
- Scritto da: Jacob Epstein

### Trama
Victoria Pearson, reporter del Los Angeles Chronicle, viene trovata uccisa nel L.A. Memorial Coliseum. Stava indagando sull'uso dell'ormone della crescita nello sport. Aveva scritto degli articoli su Don Kipling, un allenatore che forniva ormoni ai giocatori professionisti. Nel frattempo il medico legale, dott.ssa Laura Fields, trova il DNA dell'allenatore sul corpo della giornalista. I detective scoprono che il giorno prima di morire, la giornalista era stata nel carcere a parlare con il detenuto Greg Tobias. Tobias, interrogato, rivela che la giornalista stava per provare che lui fosse stato incastrato dal medico legale Fields. Intanto nella vita di "Shark" continuano i cambiamenti: la sua ex-moglie, madre di Julie, lascia New York e torna a vivere a Los Angeles.

## La vendetta
- Titolo originale: Student Body
- Diretto da: Seith Mann
- Scritto da: Bill Chais (soggetto); Ian Biederman e Gardner Stern (sceneggiatura)

### Trama
Sarah Turino, 20 anni, muore nell'esplosione dell'aula di scienze del college. Interviene l'FBI per indagini su un eventuale caso di terrorismo ma quando risalgono a uno studente di nome Michael Hackford, intelligente, preparato, arrabbiato, che fa sempre domande ai professori sugli esplosivi, lasciano il caso alla procura. Il ragazzo sta per essere arrestato quando tenta il suicidio impiccandosi. Viene salvato per miracolo. L'avvocato Reyes crede nella sua innocenza e convince Sebastian a proseguire le indagini in altre direzioni. Emerge il nome di un ex studente, Kyle Deering, figlio del proprietario dell'impresa di costruzione da cui sono spariti i detonatori usati nell'esplosione. La ex ragazza di Kyle si incontrava col nuovo ragazzo nell'aula di scienze e Kyle lo sapeva. Intanto Julie confessa a sua madre che Trevor ha problemi di alcolismo e droga.